# Queta Claver
Enriqueta Claver Delás (València, 24 de juny de 1932 - Alcorcón, 3 de maig de 2003) més popularment coneguda com a Queta Claver, fou una actriu i vedette valenciana.

## Biografia
Filla de l'actriu Enriqueta Delás, inicià els estudis de teatre i dansa al Conservatori de València i amb només 18 anys s'incorporà a la companyia teatral de Rafael Rivelles, per debutar als escenaris amb l'obra Un crimen vulgar el 1950. El 1959 fou triada fallera d'honor de la falla Vall de Laguar-Pare Ferris, al barri valencià de les Tendetes.
Poc després s'especialitzà en el gènere de la revista, i arriba a convertir-se en una de les majors vedettes d'Espanya. Debutà com tercera vedette a Madrid amb l'espectacle Cinco minutos nada más, i continuà protagonitzant espectacles de la revista fins als anys 90 del segle xx.
Debutà en el cinema el 1960, de la mà de José María Elorrieta, protagonitzant la pel·lícula La bella Mimí. La seua trajectòria posterior en la pantalla gran es configurà sobretot sobre papers secundaris que, no obstant això, li proporcionaren un gran prestigi en el mitjà, convertint-la en una de les més destacades actrius del panorama espanyol.
En anys successius col·laborà amb els grans cineastes del país, com Luis García Berlanga, Eloy de la Iglesia, Mario Camus, Pedro Olea, Pilar Miró, Vicente Escrivá, Fernando Fernán Gómez o Mariano Ozores. Entre les seues interpretacions més memorables figuren les realitzades a pel·lícules com El virgo de Vicenteta (1979), La colmena (1982), El pico (1983), Tiempo de Silencio (1986) o Sinatra (1988).
També s'ha prodigat a la pantalla petita, tant en espais dramàtics com "Estudio 1" (1970-1982) o "Novela" (1963-1974) per a TVE, com en sèries de televisió com "Suspiros de España" (1974), "Juanita, la larga" (1982), "Goya" (1982), "Clase media" (1987), "Compuesta y sin novio" (1994), "Ada Madrina" (1999) o "Nada es para siempre" (2000). Per a la televisió valenciana Canal 9 protagonitzà la sèrie "A flor de pell" el 1996.
Queta Claver va morir a Madrid a causa d'una malaltia coronària provocada per la seva addicció al tabac.